# Ситников, Георгий Семёнович
Георгий Семёнович Ситников (1905 — 1970) — советский партийный и государственный деятель, председатель Свердловского облисполкома (1946—48), первый секретарь Ярославского обкома ВКП(б) (1949—52).

## Биография
Родился 12 (25) мая 1905 в селе Липовка (ныне — Мичуринского района Тамбовской области) в семье крестьянина.
Начальное образование получил в семье. В 1920-х годах учился в профтехшколе и на рабфаке в Тамбове, некоторое время был членом правления потребительского общества. В 1929 году поступил в Воронежский институт механизации сельского хозяйства на специальность «ремонт тракторов, сельскохозяйственных машин и автомобилей», после окончания вуза в 1933 году был распределён в Свердловск на должность инженера-инспектора Льнотрактороцентра. До 1941 года работал на предприятиях и учреждениях лёгкой промышленности в Свердловске.
В августе 1941 года избран председателем Октябрьского райисполкома Свердловска, а менее чем через год, в июне 1942 года, перешёл на работу в обком на должность заместителя заведующего сельскохозяйственным отделом, с февраля 1943 года — третий секретарь обкома. В марте 1946 года избран председателем Свердловского облисполкома.
В декабре 1948 года решением Политбюро ЦК ВКП(б) направлен на учёбу на Курсы переподготовки первых секретарей обкомов при ЦК ВКП(б) и освобождён от должности. В феврале 1949 года утверждён первым секретарём Ярославского обкома ВКП(б). Через два с половиной года, в августе 1952 года, снят с должности и вновь отправлен на курсы переподготовки. После окончания курсов в декабре 1953 года партийных должностей более не занимал, до выхода на пенсию работал в Министерстве сельского хозяйства СССР (начальник управления, затем зам. министра), в Госплане, а в 1960—1963 годах был первым заместителем директора ВДНХ.
Депутат Верховного Совета СССР III созыва. Депутат и член Президиума Верховного Совета РСФСР II созыва.
С октября 1963 года — персональный пенсионер союзного значения. Умер 4 октября 1970 года в Москве.

## Награды
- орден Ленина (08.02.1947) — «за достигнутые успехи в развитии сельского хозяйства в 1946 году, выполнение государственного плана хлебозаготовок и своевременное обеспечение семенами весеннего сева»
- медаль «За доблестный труд в Великой Отечественной войне 1941—1945 гг.» (июнь 1945)